# Пульман, Джордж Мортимер
Джордж Мортимер Пульман (англ. George Mortimer Pullman; 1831—1897) — американский изобретатель и промышленник, создатель компании «Пульман», занимавшейся постройкой вагонов для железных дорог.

## Биография
Родился Джордж Пульман 3 марта 1831 года в деревне Броктон (англ. Brocton) в штате Нью-Йорк в семье преуспевающего плотника и изобретателя. Отец Пульмана, Джеймс Льюис, изобрел и запатентовал в 1841 году домкрат, позволявший поднимать и передвигать строения, снятые с фундамента, что пользовалось спросом в условиях прокладки в штате судоходных каналов и железных дорог. Джордж получил первые уроки ведения дел у отца, со временем бросил школу, работал клерком у деревенского торговца. 
После смерти отца в 1855 г. Пульман взял на себя управление семейным бизнесом. В 1856-м он вступил в партнерство с дельцами Эли и Смитом. В 1857 году компания выиграла контракт на работы по строительству канализации в Чикаго. Успешные работы сделали компании хорошую рекламу.
После убийства президента Линкольна  Пульман организовал перевозку тела из Вашингтона в Спрингфилд в специально сформированном траурном поезде, за что он привлек к себе всеобщее внимание, поскольку сотни тысяч людей выходили встретить поезд по маршруту его движения в знак уважения к погибшему. Тело Линкольна расположили в специальном президентском вагоне, который сам Линкольн заказал  ранее. У Пульмана в поезде были предусмотрены вагоны, в том числе отдельный салон для семьи президента. 
В результате того, что многие люди увидели вагон "Palace", он стал востребованным и привел к значительному изменению ширины железнодорожных путей. Заказы на его новый вагон значительно возросли. Спальные вагоны оказались особенно успешными, хотя каждый из них стоил в пять раз дороже, чем обычный вагон. Они продавались под рекламными лозунгами "отели на колесах" и «роскошь для среднего класса».
В 1867 году компания Пульман начала серийный выпуск спальных вагонов. В том же году компания Пульмана изготовила первый вагон-ресторан. И президентский вагон, и "Delmonico", и последующие спальные вагоны Пульмана предлагали первоклассное обслуживание. Для его обеспечения компания нанимала освобожденных афроамериканцев в качестве носильщиков и младшего обслуживающего персонала. Многие из них были бывшими домашними рабами на Юге. Их новые роли требовали, чтобы они выполняли обязанности носильщиков, официантов, камердинеров и поваров, и все они были объединены работой в "дворцах на колесах". Поскольку при этом им платили относительно хорошо и они могли путешествовать по стране, это положение считалось престижным, а носильщиков Пульмана уважали в черных общинах.
В 1869-м Пульман приобрел Детройтскую машинную фабрику, ставшую впоследствии одним из флагманов индустриального производства, и одним из первых автомобильных производств в городе. В 1887 году Пульман спроектировал и установил систему «пригородных поездов» с первыми тамбурными вагонами (анг. vestibuled train), успешно испытанным на Пенсильванской железной дороге.
В конце 1870-х годов мощность детройского производства была исчерпана, и Пульман предпринял строительство нового завода и рабочего посёлка к югу от Чикаго. Построенный в 1880-1884 годы посёлок, названный именем Пульмана, был задуман как образцовый самодостаточный городок с первоклассным инженерным обеспечением и жёсткими нормами поведения жителей. На практике социальный эксперимент окончился неудачей. После пульмановской стачки 1894 года компания была вынуждена распродать жилую недвижимость посёлка и передать его коммунальные службы и улично-дорожную сеть городу Чикаго.
Преемником Пульмана в руководстве компании ещё при его жизни стал сын Авраама Линкольна Роберт Линкольн.